# Kartika Liotard
Kartika Tamara Liotard (Voorburg, 26 de junio de 1971 - 1 de agosto de 2020) fue una política, abogada y jurista neerlandesa. 
Fue elegida como miembro del Parlamento Europeo en las elecciones de 2004, formando parte de las listas del Partido Socialista, al cual perteneció hasta el 1 de junio de 2010. Actualmente es la vicepresidenta del grupo parlamentario GUE/NGL.
Liotard estudió bachillerato en Liceo Serviam de Sittard y francés en el Ateneo Real de Maaseik (Bélgica). Después estudió derecho en la Universidad de Maastricht, donde se especializó en derecho penal y administrativo y tomó cursos de negociación y comunicación.  
Entre 1994 y 1996 fue coordinadora y miembro de la junta del municipio de Nuth Limburg. Y desde 1997 trabajó en LASER, una agencia ejecutiva del Ministerio de Agricultura. En 2004 fue elegida con 32 187 votos de preferencia miembro del Parlamento Europeo, siendo reelegida en 2009.
En mayo de 2009 publicó un libro sobre la Privatización del Agua y las políticas de la Unión Europea.

## Publicaciones
- Kartika Liotard y Steven P. McGiffen (2009), Poisoned Spring: The EU and Water Privatisation, Pluto Press. ISBN 978-0-7453-2788-4